# Terremoto de las Islas Aleutianas de 1585
El terremoto de las Islas Aleutianas de 1585 es la supuesta fuente de un tsunami a lo largo de la costa de Sanriku de Japón el 11 de junio de 1585, conocido solo por vagos relatos históricos y tradiciones orales. Inicialmente, el evento se fechó erróneamente en 1586, lo que llevó a que se asociara con los terremotos mortales en Perú y Japón de ese año. Más tarde, los estudios sismológicos modernos determinaron que la fuente del terremoto se originó cerca de las islas Aleutianas en el océano Pacífico Norte. La evidencia paleotsunami de depósitos costeros y rocas de coral en Hawái sugiere que el evento de 1585 fue un gran megaterremoto que ocurrió en la zona de subducción de las Aleutianas con una magnitud de momento tan grande como 9,2.

## Antecedentes
En 1586, surgió una leyenda en Japón que describía una ola de hasta dos metros que golpeó cerca del pueblo de Tokura en el distrito Motoyoshi de la prefectura de Miyagi. Los relatos históricos sobrevivientes del período son ambiguos o incompletos, lo que ha dificultado identificar el origen específico del tsunami. El tsunami fue apodado "tsunami huérfano" o "tsunami fantasma" debido a las incertidumbres sobre el evento.

### Evento de tsunami
Según Kenji Satake, un sismólogo japonés, la leyenda del tsunami de 1586 debería descartarse porque fue un evento falso. No hubo documentación histórica de un tsunami que golpeara la costa de Sanriku en ese año.
Después del mortal terremoto de Valdivia de 1960 en Chile y el tsunami asociado en Japón, Seishi Ninomiya, investigador de la Universidad de Tohoku, reunió relatos históricos de tsunamis a lo largo de las costas de Sanriku y comparó el tsunami de la leyenda de 1586 con un terremoto correspondiente en Perú el 9 de julio de ese mismo año. El terremoto de Perú de 1586 de 8,1 rompió una sección estimada de 175 km de largo del megacorrimiento de Perú-Chile. Las descripciones históricas del tsunami que golpeó localmente el Callao reportaron dos alturas muy diferentes, 3,7 metros y 24 metros. Se determinó que este último era una exageración de la altura del tsunami después de mucha evaluación; una estimación más precisa para el tsunami de Perú de 1586 es de 5 metros. El modelado posterior del tsunami de Perú realizado por un grupo de investigadores en 2006 no logró hacer coincidir con precisión las descripciones históricas de las alturas de las olas en Perú y Japón. Grandes tsunamis originados en Chile han sido reportados en Japón debido a la orientación de la fuente del tsunami, pero los tsunamis originados en Perú suelen ser más débiles porque no están dirigidos hacia Japón, lo que sugiere que el reclamo de un tsunami peruano que causó el evento de 1586 en Japón es incorrecto.
En otro catálogo de tsunamis compilado después del terremoto de Sanriku de 1933, el autor hizo referencia a una publicación de 1903 que afirmaba que ocurrió un tsunami el 11 de junio de 1585. Mientras tanto, se registró otro evento de tsunami el 18 de enero de 1586, posiblemente asociado con el terremoto de Tenshō de 1586. Debido a que el terremoto de Tenshō ocurrió en 1586, el tsunami de Sanriku se fechó incorrectamente en 1586, coincidiendo coincidentemente con el terremoto de Perú también.

### Cultura hawaiana
Se sabe que las islas hawaianas se han visto afectadas por grandes tsunamis de origen distante y megatsunamis de origen local. El último megatsunami conocido ocurrió hace más de 10 000 años. A lo largo del Holoceno, los tsunamis han golpeado repetidamente las islas dejando evidencias de inundaciones en forma de depósitos. Las leyendas históricas transmitidas por los nativos también describen tsunamis que golpearon la isla. Uno de estos tsunamis golpeó la bahía de Kāne'ohe en la isla de Oahu. Evidencias arqueológicas e históricas mostraron que el tsunami ocurrió en algún momento entre 1040 y 1280 d. C.
Un canto compuesto entre 1500 y 1600 describió un evento similar a un tsunami que ocurrió en la costa occidental de Molokai. Se cree que el canto es el registro más antiguo de un tsunami en Hawái.
"El sol brilla intensamente en Kalaeola que se hundió en el mar. Una gran ola vino y mató a sus habitantes, dispersándolos y dejando solo a Papala'au; sus gritos están por todas partes".

## Evidencia

### Hawái
Un estudio de la costa noroeste de Kaua'i en 2002 descubrió evidencia de un gran tsunami en una capa de arena enterrada, similar a los depósitos de tsunami encontrados después del terremoto de 1946.
A principios de 2001, en Makauwahi Sinkhole en el complejo de cuevas de Makauwahi, en la costa sur de Kaua'i, los investigadores descubrieron una capa de depósito de 0,8 a 1 metro durante una excavación del sitio. El sumidero tiene de 30 a 35 metros de ancho y paredes de 6 a 25 metros de alto. El depósito alóctono, que consta de piedras y eolianita fragmentada, se obtuvo de un lugar distante, lo que confirma la ocurrencia de un gran evento similar a un tsunami en las islas de Hawái. El estado de estos cantos rodados, adoquines, grava y arena, severamente fracturados y angulares, concluyó que se formaron durante un evento intenso. La datación de los depósitos presentó un período de tiempo de 1430 a 1665 d. C.
En un estudio de 2014 del sitio dirigido por Rhett Butler, investigadores de la Universidad de Hawái en Manoa, el Jardín Botánico Tropical Nacional y el Centro de Alerta de Tsunamis del Pacífico encontraron el mismo depósito, de 0,8 metros de espesor. También midieron el fondo del sumidero a 7,2 metros sobre el nivel medio del mar y la ubicación del sumidero a 100 metros de la costa. El volumen del depósito también se estima en 600 metros cuadrados.
Según la ubicación en la que se encontró el depósito, el tsunami debe ser un evento muy significativo. La capa depositada en el sumidero fue originada por un tsunami mucho más grande que cualquier otro generado por los terremotos más grandes del Pacífico. La mayor altura en los tiempos modernos fue del terremoto de Valdivia de 1960, cuya altura de tsunami midió 3 metros. Ninguno de los tsunamis recientes ha podido alcanzar e inundar el sumidero de Makauwahi, que se encuentra a 7,2 metros sobre el nivel del mar a una distancia de 100 metros de la costa.
Otra investigación en 2017 volvió a visitar el sitio del sumidero para fechar por radiocarbono los materiales vegetales en el depósito y encontró que la inundación del tsunami ocurrió entre 1425 y 1660 d. C. Junto con las alturas requeridas de avance del tsunami, el tsunami puede haber estado asociado con el mal fechado tsunami de Sanriku de 1586.

### Japón
El tsunami huérfano de Sanriku pudo haber estado asociado con materiales depositados cerca de la ciudad de Sendai, Miyagi, lo que no pudo explicarse por los terremotos cercanos. Las inscripciones en un monumento en el pueblo de Tokura dicen que el tsunami golpeó la costa noreste de Japón con una altura de 1 a 2 metros.

### Cascadia
Hay evidencia de paleotsunami en nueve lugares en Oregón, Washington y Columbia Británica que muestran que ocurrió un tsunami cerca de la zona de subducción de Cascadia antes del terremoto de 1700. El siguiente evento anterior en Cascadia fue un evento de tsunami menos energético que se infirió que tuvo lugar entre 1402 y 1502, con una incertidumbre de alrededor de veinte años. Esto descarta a Cascadia como la causa del tsunami de 1585. Sin embargo, la datación del evento apoyó firmemente a las islas Aleutianas como la fuente del tsunami.

### Sudamérica
Los terremotos históricos conocidos más cercanos a 1585 a 1586 fueron los terremotos de Arica de 1604, Guayllabamba de 1587 y Valdivia de 1575, que generaron tsunamis a lo largo de la costa sudamericana. Sin embargo, nunca se midieron tsunamis de estos eventos en las costas japonesas.

### Islas Aleutianas
Los estudios de paleotsunamis en la isla de Sedanka, cerca de la isla de Amaknak, encontraron cinco grandes eventos de tsunami antes de 1957. Uno de estos depósitos de tsunami se encontró hasta un kilómetro tierra adentro y hasta 18 metros sobre el nivel del mar. Este evento de tsunami ha sido fechado entre 1530 y 1665 d. C.

## Terremoto
En el mismo estudio de 2014 dirigido por Butler, los investigadores simularon el tsunami de un terremoto de 9,2 en el este de las islas Aleutianas, al oeste de la ruptura del terremoto. El área de ruptura es de 100 km por 600 km con un deslizamiento promedio de 35 metros sobre el megaempuje. Se encontró que su modelo era suficiente para inundar el sumidero. A lo largo de la costa noroeste del Pacífico, el tsunami midió un máximo de 9 metros, mientras que la altura media fue de 3,5 metros. La orientación del megaempuje con respecto a las islas hawaianas permitió mucha directividad de la energía del tsunami. Los resultados del modelo no descartaron la posibilidad de otras ubicaciones distantes de fuentes de tsunamis. Sin embargo, tales eventos tendrían que exceder en gran medida el deslizamiento de fallas visto en otros eventos históricamente grandes.

### Entorno tectónico
Las islas Aleutianas se encuentran cerca de un límite de placa convergente donde la placa del Pacífico se encuentra con la placa de América del Norte. La ubicación donde convergen las placas está marcada en el fondo del océano por la fosa de las Aleutianas. La placa del Pacífico se sumerge debajo de la placa de América del Norte a lo largo de la zona de subducción de las Aleutianas, que se extiende por aproximadamente 4000 km. La zona de subducción es una gran falla de cabalgamiento capaz de generar grandes megaterremotos de cabalgamiento, a veces tsunamigénicos. El terremoto de las Islas Aleutianas de 1946 y el terremoto de Alaska de 1964, que midieron 8,6 y 9,2 respectivamente, son ejemplos de terremotos en la zona de subducción; ambos resultaron en tsunamis devastadores.

## Amenaza futura
Se han acumulado al menos 24 a 40 metros de deslizamiento desde el terremoto de 1585 y es posible que ocurra otro evento de magnitud similar. Si se generara un tsunami, se necesitarían solo 4 horas y media de tiempo de viaje para llegar a las islas de Hawái.